# Dolicholatirus bairstowi
Dolicholatirus bairstowi is een slakkensoort uit de familie van de Fasciolariidae. De wetenschappelijke naam van de soort is voor het eerst geldig gepubliceerd in 1886 door Sowerby III.